# John Reinhardt
Harry John Reinhardt (* 24. Februar 1901 in Wien; † 5. August 1953 in Berlin) war ein österreichischstämmiger US-Filmregisseur, Schauspieler und Drehbuchautor.

## Leben und Wirken
Harry John Reinhardt hatte gleich nach dem Ersten Weltkrieg als Bankangestellter gearbeitet, ehe er sich zur Auswanderung nach Amerika entschloss. Am 8. November 1922 setzte er von Hamburg mit der 'Saxonia' über und landete 14 Tage später in New York. Am 27. Mai 1923 ließ er sich in Kalifornien nieder, wo er Anfang Dezember 1928 eingebürgert wurde.
In diesem Jahr begann er auch seine Arbeit beim Film. Zuerst betätigte er sich als Drehbuchautor, ein Jahr später (1929) trat Reinhardt auch vor die Kamera. In Wilhelm Dieterles erster US-Regie Der Tanz geht weiter, der deutschsprachigen Fassung eines amerikanischen Originals, übernahm Reinhardt eine nicht unbedeutende Nebenrolle.
Seine Karriere als Regisseur startete er 1933 mit der Inszenierung spanischsprachiger Hollywoodproduktionen der Produktionsfirma Fox. Diese Filme wurden vor allem für den südamerikanischen (und dort besonders: argentinischen) Markt konzipiert. Als interessante Zeitdokumente können die 1935 entstandenen Filme Tango Bar und El día que me quieras mit dem berühmten Tangosänger Carlos Gardel gewertet werden. 1941 folgte er eine Einladung nach Argentinien, um dort zwei Filme zu inszenieren.
Nach seiner Rückkehr aus Buenos Aires am 15. Dezember 1941 fand Reinhardt erst 1946 wieder Anschluss an das US-Filmgeschehen. Man ließ ihn durchgehend billig hergestellte B-Filme inszenieren; überwiegend Krimis und Thriller, Dramen und Melodramen. Seine letzte amerikanische Arbeit, dem ein Drehbuch Reinhardts und dessen Kollegen, dem deutschen Emigranten Peter Berneis, zugrunde lag, war das psychologisierende, realitätsnahe Gesellschaftsdrama Fernruf auf Chicago. Dieser Film kann als Reinhardts beste Inszenierung gewertet werden.
Daraufhin entschlossen sich Reinhardt und Berneis zur Reise in die Bundesrepublik Deutschland, wo sie zum Jahresbeginn 1953 bei dem munteren Ehelustspiel Man nennt es Liebe mit Curd Jürgens und Winnie Markus in den Hauptrollen erneut zusammenarbeiteten. Im Anschluss daran begann Reinhardt die sehr betulich ausgefallene Komödie Briefträger Müller zu drehen. Gegen ein Uhr morgens des 5. Augusts 1953, inmitten der Dreharbeiten, verstarb Reinhardt plötzlich. Als Todesursache wurde ein Infarkt des Herzmuskels infolge einer Koronarthrombose festgestellt. Briefträger Müller wurde vom Hauptdarsteller Heinz Rühmann fertiggestellt. Im Vorspann erscheint Rühmann nicht als Regisseur.

## Filmografie (Regie)
- 1933: Yo, tú y ella (auch Co-Drehbuch)
- 1934: Granaderos del amor (Co-Regie, Co-Drehbuch)
- 1934: Un capitan de cosacos
- 1934: Dos más uno dos
- 1935: Tango Bar
- 1935: El día que me quieras
- 1935: De la sartén al fuego
- 1936: El capitan Tormenta (auch englischsprach. Vers.: Captain Calamity)
- 1938: Rascals (nur Co-Produktion)
- 1940: Tengo fe en tí
- 1941: Último refugio
- 1941: Una novia en apuros
- 1946: The Guilty
- 1947: High Tide
- 1947: For You I Die (auch Co-Produktion)
- 1948: Open Secret
- 1948: Sofia (auch Co-Produktion)
- 1949: The Assassin (Kurzfilm, auch Drehbuch und Produktion)
- 1949/50: Fireside Theatre (TV-Reihe, Co-Regie und Co-Produktion)
- 1951: Fernruf aus Chicago (Chicago Calling) (auch Co-Drehbuch)
- 1953: Man nennt es Liebe (auch Co-Drehbuch)
- 1953: Briefträger Müller